# Andrea Seccafien
Andrea Seccafien (* 27. August 1990 in Guelph) ist eine kanadische Leichtathletin, die sich auf den Langstreckenlauf spezialisiert hat.

## Sportliche Laufbahn
Andrea Seccafien besuchte die Samford University in den Vereinigten Staaten und wechselte dann auf die University of Guelph in ihre Heimatstadt. 2013 belegte sie bei den Spielen der Frankophonie in Nizza in 4:27,79 min den zwölften Platz im 1500-Meter-Lauf und 2016 qualifizierte sie sich über 5000 Meter für die Teilnahme an den Olympischen Spielen in Rio de Janeiro, bei denen sie mit 15:30,32 min in der Vorrunde ausschied. Im Jahr darauf startete sie ebenfalls im 5000-Meter-Lauf bei den Weltmeisterschaften in London und verpasste dort mit 15:19,39 min den Finaleinzug. 2019 gelangte sie dann bei den Weltmeisterschaften in Doha bis ins Finale und belegte dort in 14:59,95 min den 13. Platz. Im Dezember 2020 siegte sie in 1:11:39 h beim Launceston-Halbmarathon und siegte dann im März 2021 in 15:25,62 min über 5000 m beim Sydney Track Classic. Mitte Mai siegte sie beim Irvine Track Meet mit neuem Landesrekord von 31:13,94 min im 10.000-Meter-Lauf und qualifizierte sich damit über 5000 und 10.000 Meter für die Olympischen Spiele in Tokio. Über 5000 Meter erreichte sie das Finale und belegte dort in 15:12,09 min den 15. Platz und über 10.000 Meter gelangte sie nach 31:36,36 min auf Rang 14.
In den Jahren 2013 und von 2016 bis 2018 wurde Seccafien kanadische Meisterin im 5000-Meter-Lauf.

## Persönliche Bestzeiten
- 1500 Meter: 4:10,70 min, 19. Juni 2016 in Victoria
- 3000 Meter: 8:53,41 min, 28. Juli 2018 in Lapinlahti
  - 3000 Meter (Halle): 9:03,92 min, 17. Februar 2018 New York City
- 5000 Meter: 14:57,07 min, 29. Mai 2021 in Portland
- 10.000 Meter: 31:13,94 min, 14. Mai 2021 in Irvine (kanadischer Rekord)
- Halbmarathon: 1:09:38 h, 2. Februar 2020 in Marugame (kanadischer Rekord)